# 그나이우스 아리우스 안토니누스
그나이우스 아리우스 안토니누스 (Gnaeus Arrius Antoninus, 31년~??)는 안토니누스 피우스 황제의 외조부이다.

## 생애
집정관 계급의 가문인 아리우스 씨족 출신의 안토니누스는 공직자이기도 하였고, 두 차례나 집정관 직을 수행하였는데, 첫 차례에는 69년에 아울루스 마리우스 켈수스를, 그리고 두 번째에는 97년에 가이우스 칼푸르니우스 피소를 동료 집정관으로 두었었다. 안토니누스는 또한 78/79년에 아시아 속주 지역의 프로콘술이기도 했다.

안토니누스는 원로원 의원이자 역사가인 소플리니우스의 친구이자 편지를 주고 받는 이이기도 했다. ‘히스토리아 아우구스타’는 네르바가 96년에 황제가 되자 그를 동정하였다면서, 안토니누스를 ‘올바른 자’로서 묘사하였다. John Grainger는 “그는 T. 아우렐리우스 풀부스, P. 율리우스 루푸스, M. 안니우스 베루스 등이 포함되었고 갈리아 나르보넨시스를 중점으로 하고 스페인 지역에 퍼져있던 강력한 귀족 공동체 내에서 유력한 인물이라 언급한다."

## 가정
안토니누스는 보이오니아 프로킬라(Boionia Procilla)와 혼인하여, 아리아 안토니나(Arria Antonina), 아리아 파딜라(Arria Fadilla) 등 딸 둘을 두었다. 파딜라는 89년에 직권집정관이던 티투스 아우렐리우스 풀부와 혼인하였으며, 이들 사이에는 티투스 아우렐리우스 풀부스 아리우스 안토니누스라는 자녀가 유일했는데 이 자가 바로 황제 (재위 138-161년)가 된 안토니누스 피우스이다. 안토니누스 피우스의 아버지는 그가 어렸을 때 사망하였다. 풀부스가 죽은 뒤, 파딜라는 98년에 보조집정관을 지낸 푸블리우스 율리우스 루푸스와 혼인하여 율리아 파딜라(Julia Fadilla), 아리아 루풀라(Arria Lupula) 등 딸 둘을 낳았다.
안토니누스가 외손자를 길렀고, 그가 사망하자 안토니누스 피우스가 그의 재산을 상속했다. 양쪽으로 상속을 받아서, 안토니누스 피우스는 로마에서 가장 부유한 사람들 중 한 명이 되었다.